# نهائي بطولة أمم إفريقيا للمحليين 2011
نهائي بطولة أمم أفريقيا للمحليين 2011 هي المباراة النهائية من بطولة أمم أفريقيا للمحليين 2011 والتي حدَّدت الفائز بالنسخة الثانية من بطولة أمم أفريقيا للمحليين.
فاز المنتخب التونسي بالنسخة الثانية من بطولة أمم أفريقيا للمحليين على نظيرتها المنتخب الأنغولي بثلاثية نظيفة في المباراة النهائية.

## ما قبل المباراة

### ملعب المباراة

ملعب المريخ في أم درمان، ملعب المباراة.

ملعب المريخ هو ملعب رياضي يقع في أم درمان بالسودان سعته :43,000 متفرج افتتح في عام 1964.

### حكم المباراة

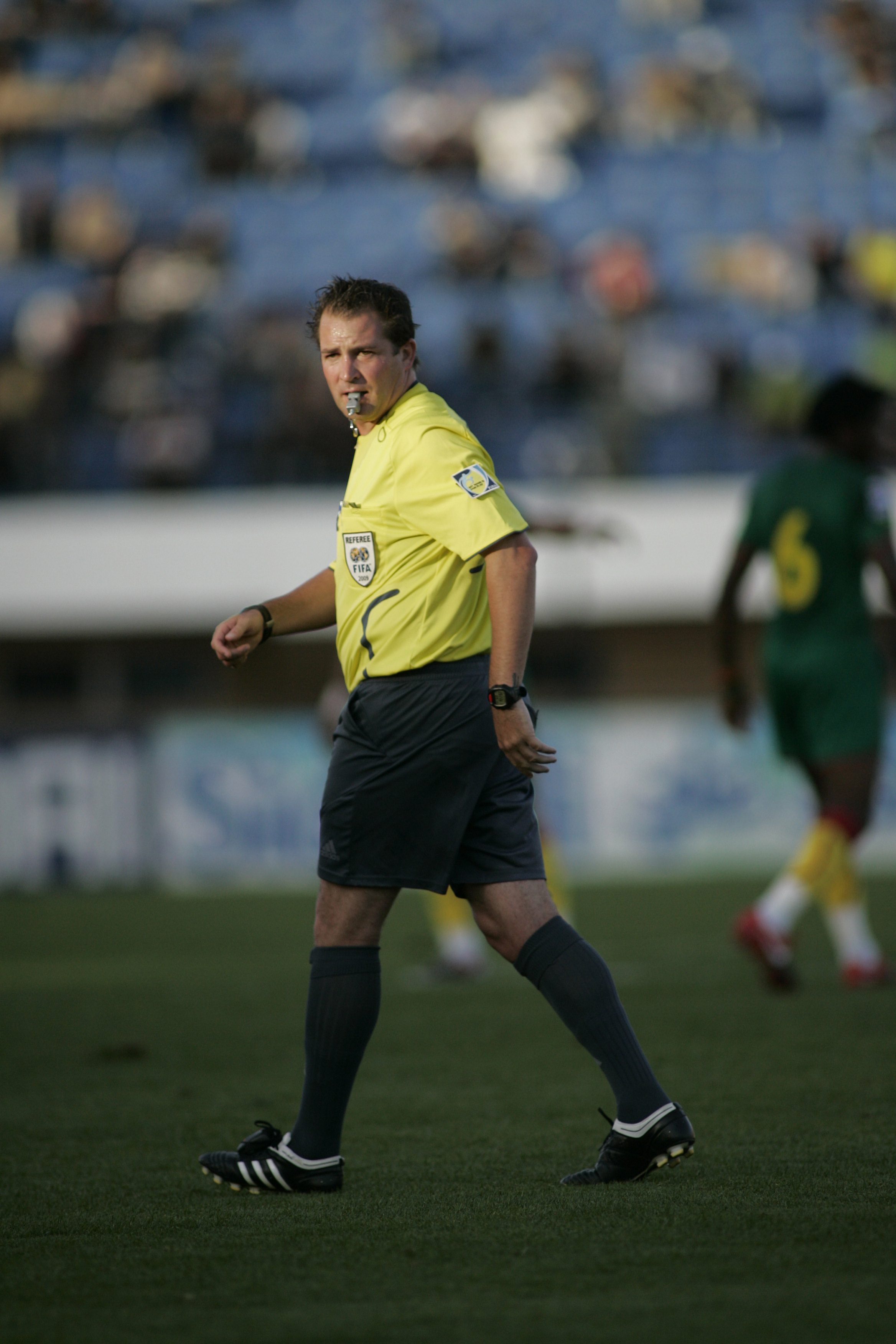
دانييل بينيت، حكم المباراة.

«دانييل بينيت» (مواليد 22 أغسطس 1976 في جوهانسبورغ) حكم كرة قدم جنوب أفريقي .

## المباراة

### تفاصيل
| تونس                                                  | 3 – 0 (ب.و.إ.) | أنغولا |
| ----------------------------------------------------- | --- | ------ |
| مجدي تراوي 47' · زهير الذوادي 73' · أسامة الدراجي 79' | http://www.cafonline.com/competition/african-nations-championship_2011/news/8411-final-match-in-progresstunisia-1-0-angola.html (تقرير)] |        |

### البطل
| بطولة أفريقيا للمحليين 2011 البطل |
| --------------------------------- |
| · تونس · للمرة الأولى             |